# Иерархия вер
Иерархия вер (англ. belief hierarchy) — объект эпистемической теории игр, позволяющий определить категорию рациональности и общей веры в рациональность. Под верой понимается вероятностное распределение на неком пространстве неопределённости — например, на множестве стратегий другого игрока (однако элементы пространства могут иметь и экзогенную природу). Концепция иерархии вер введена Мертенсом и Замиром. Иерархию вер можно задать напрямую, либо с помощью дополнительной структуры — типов игроков. Веры о поведении оппонентов представляют собой первый уровень иерархии. Видно, что в таком построении интроспективные веры отсутствуют, то есть игрок не сталкивается с неопределённостью в отношении собственных стратегий (и не сталкивается с более сложными, философскими интерпретациями). Второй уровень иерархии — веры игрока о стратегиях других игроков и их верах первого порядка. Следуя этому принципу, можно выстроить n-й уровень иерархии.
Подход на основе типов предложен Джоном Харсаньи, который использовал его для моделирования игр с неполной информацией. Тип — это свойство, характеризующее игрока и позволяющее определить другие полезные объекты, в том числе функцию веры.

## Формализация
Рассмотрим случай двух игроков. Пусть {\displaystyle \Delta (Y)} обозначает множество вероятностных распределений для любого конечного множества {\displaystyle Y}. Имеем игру {\displaystyle G=(I,(S_{i},u_{i})_{i\in I})}, где множества {\displaystyle I} и {\displaystyle S_{i}\forall i} конечны, {\displaystyle u_{i}:S_{i}\times S_{-i}\rightarrow \mathbb {R} }.
Обозначим пространство неопределённости {\displaystyle X_{-i}}. Если предметом неопределённости являются стратегии других игроков, то {\displaystyle X_{-i}=S_{-i}}. Тогда вера первого порядка i-го игрока {\displaystyle p_{i}^{1}} принадлежит множеству распределений на {\displaystyle S_{-i}}, {\displaystyle p_{i}^{1}\in \Delta (S_{-i})}.
Вера второго порядка представляет собой меру на декартовом произведении {\displaystyle S_{-i}} и {\displaystyle \Delta (S_{i})} (множестве распределений на пространстве вер о стратегиях всех игроков, в том числе i), {\displaystyle p_{i}^{2}\in \Delta (S_{-i}\times \Delta (s_{i}))}.
Иерархия вер — это последовательность {\displaystyle (p_{i}^{1},p_{i}^{2},p_{i}^{3},...)}.